# Hypasclera pleuralis
Hypasclera pleuralis là một loài bọ cánh cứng trong họ Oedemeridae. Loài này được LeConte miêu tả khoa học năm 1866.